# Diospyros winitii
Diospyros winitii là một loài thực vật có hoa trong họ Thị. Loài này được Fletcher mô tả khoa học đầu tiên năm 1937.

## Hình ảnh

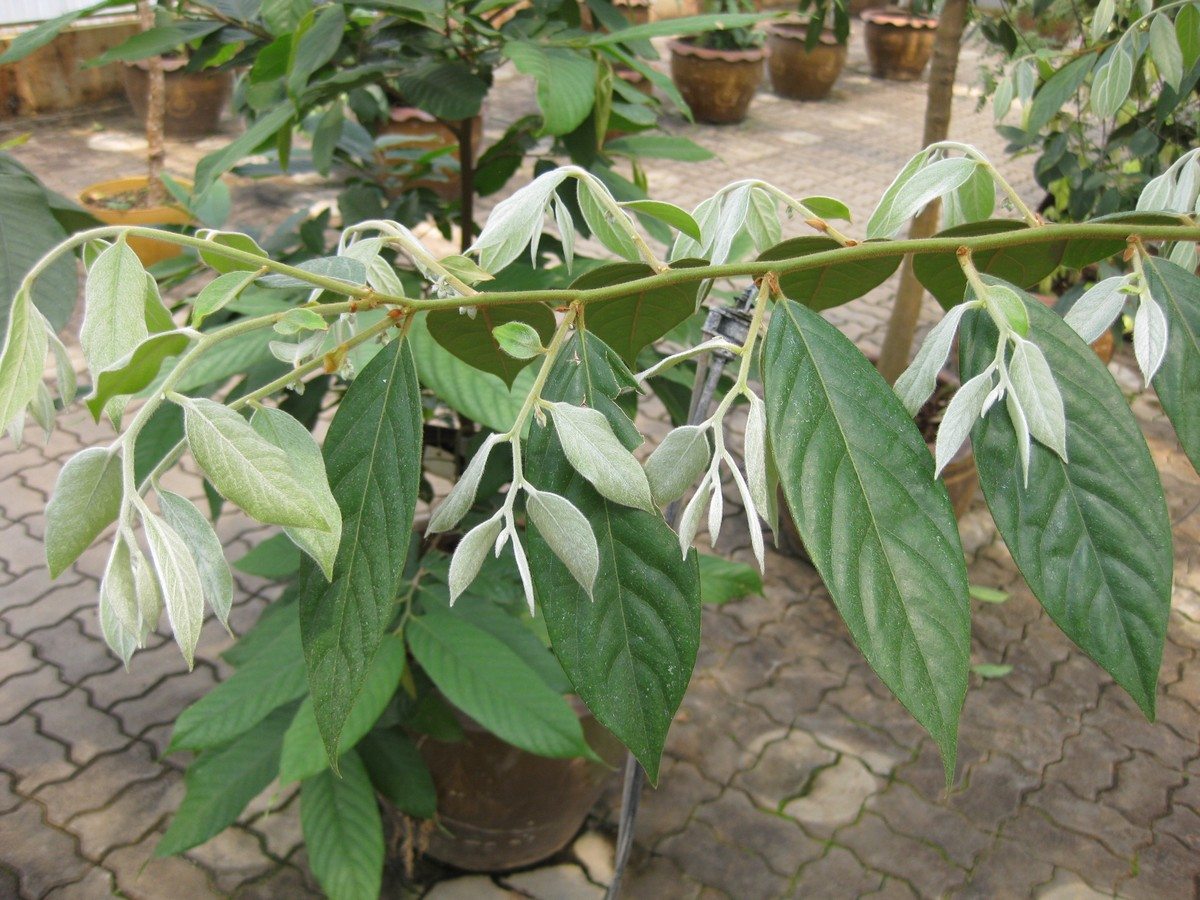
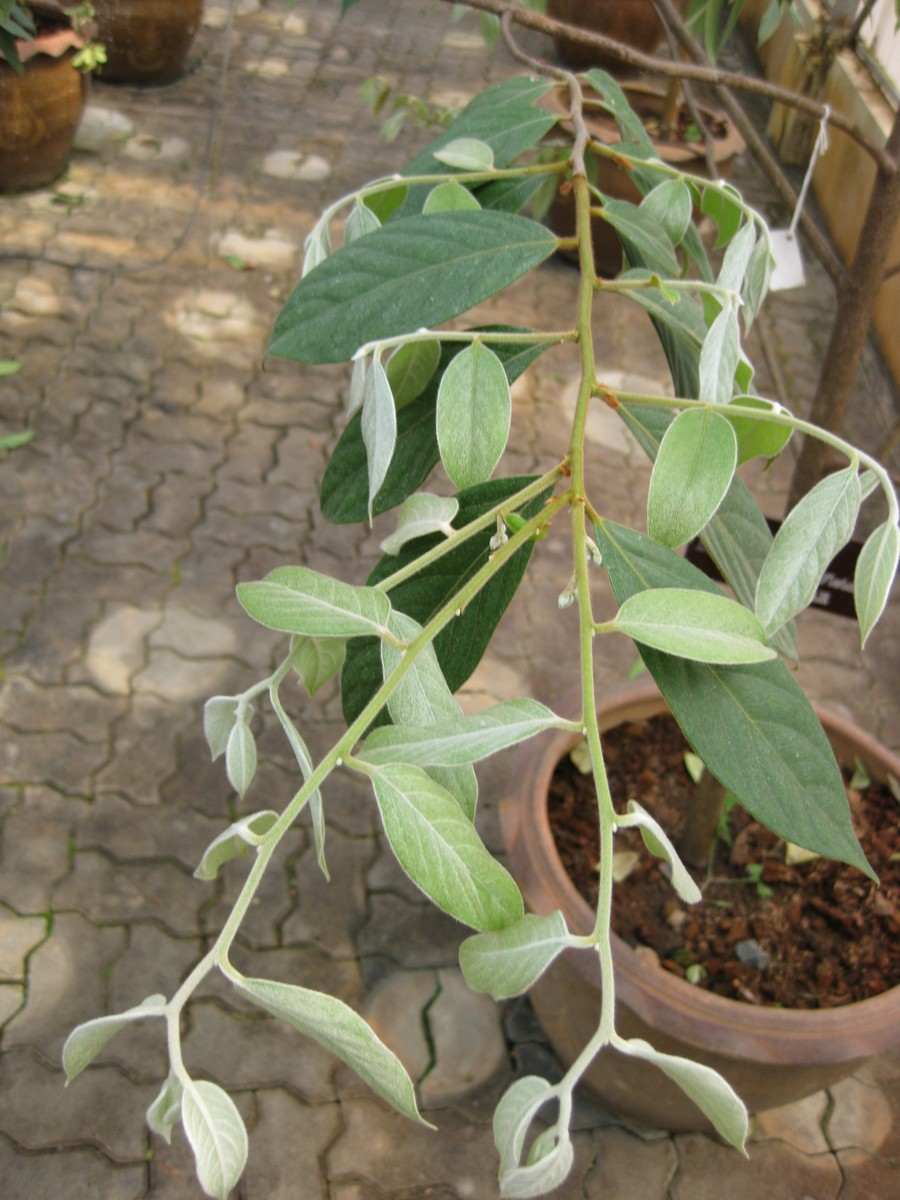
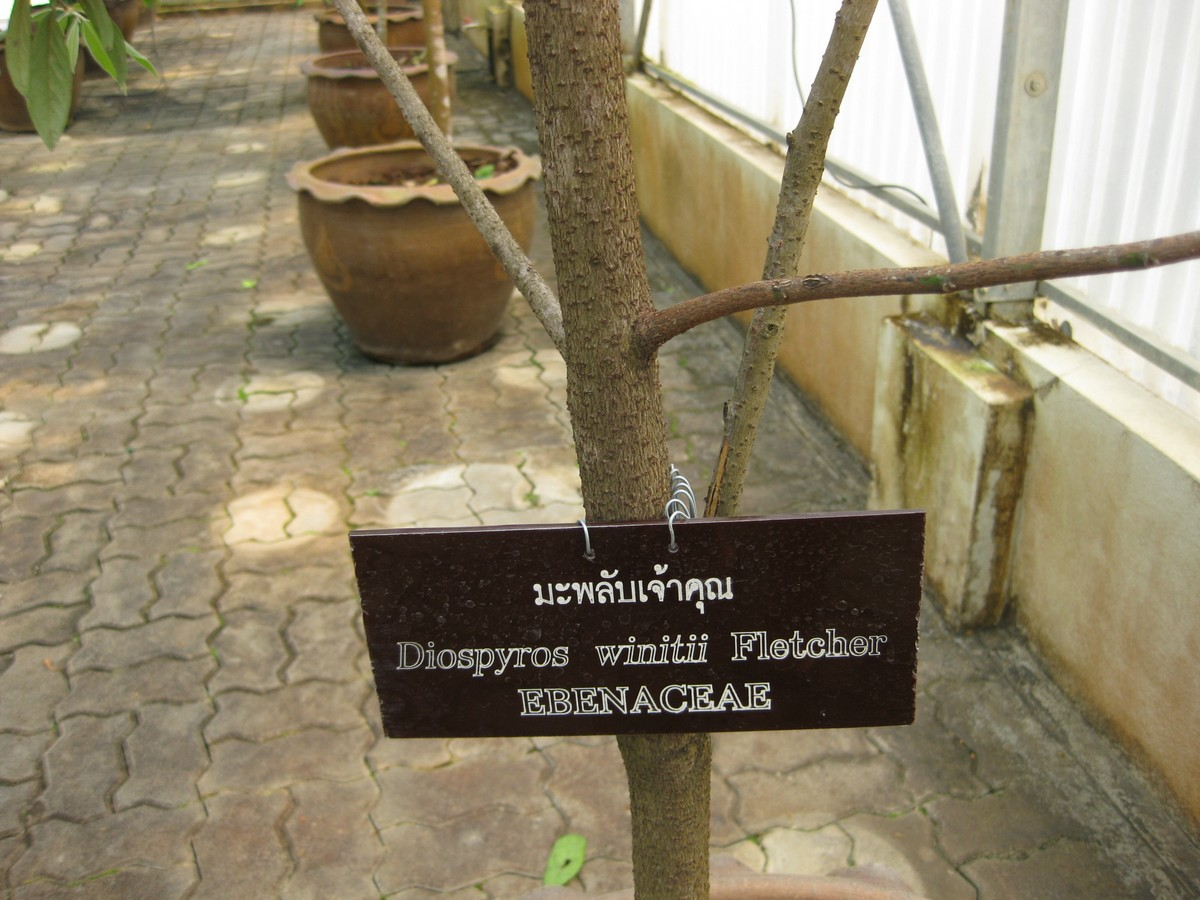